# Moisture Vapor Transmission Rate
Die Moisture Vapor Transmission Rate (MVTR), auch Water Vapor Transmission Rate (WVTR) genannt, ist ein Messwert für die Durchlässigkeit von Wasserdampf durch Materialien (u. a. Lebensmittel- und Medikamentenverpackungen, Wundauflagen, Baustoffe) und der Atmungsaktivität von Funktionstextilien. Zur Ermittlung des MVTR-Wertes wird die Wassermenge, die in 24 Stunden durch eine Fläche von einem Quadratmeter verdunstet, gemessen. Die MVTR wird als verdunstetes Wasser in Gramm pro Quadratmeter und Tag angegeben. Infolge verschiedener Methoden der Bestimmung (ASTM, BS. Iso) und auch abweichender zulässiger Versuchsparameter sind zu den Messergebnissen auch die Messbedingungen anzugeben. Ergebnisse sind deshalb nicht ohne weiteres miteinander vergleichbar.
Typische Werte von Outdoor-Funktions-Materialien beginnen bei 10.000 g/m2/24h
und erreichen Spitzenwerte von 
50.000 g/m2/24h.
Durch diesen Wert lassen sich Aussagen zur Wasserdampfdurchlässigkeit, also zur Atmungsaktivität eines Materials treffen. Je nach Höhe der Abdampfrate werden z. B. die Wundversorgungsmaterialien für die trockene oder feuchte Wundbehandlung eingesetzt. Zum Beispiel in der Outdoor-Branche spielt die Atmungsaktivität eine entscheidende Rolle für den Tragekomfort, damit entstehender Körperschweiß nach außen transportiert werden kann und sich nicht unter der Bekleidungsschicht sammelt. Häufig wird die Atmungsaktivität von Herstellern auch über den Wasserdampfdurchgangswiderstand definiert.